# 2015-ös tunéziai terrortámadások
2015. június 26-án, egy iszlám terrortámadás mely a Port El Kantaoui tengeri kikötőben történt körülbelül 10 kilométerre északra tunéziai Szúsza városban.
Harminckilenc személyt, akik közül 30 brit volt, megöltek, miután egy fegyveres megtámadott egy hotelt. Ez volt a leghalálosabb nem állami támadás a modern Tunézia történelmében, több halálesettel mint a 2015-ös tuniszi terrortámadás-nál 3 hónappal ezelőtt.

## Külső hivatkozások
- Tunisia’s Security Concerns